# John Burdon Sanderson Haldane
John Burdon Sanderson Haldane (Oxford, 5 novembre 1892 – Bhubaneswar, 1º dicembre 1964) è stato un biologo e genetista inglese.
Figlio dello scienziato John Scott, insieme a R.A.Fisher e S.Wright è considerato uno dei fondatori della moderna sintesi evoluzionistica, o Teoria del brodo primordiale sull'origine della vita.

## Riconoscimenti
- Nel 1952 la Royal Society britannica gli conferì la Medaglia Darwin.
- Nel 1958 la Linnean Society of London gli conferì la Medaglia Darwin-Wallace.
- Nel 1961 l'Accademia Nazionale dei Lincei (Italia) gli ha conferito il Premio Internazionale Antonio Feltrinelli.[1]

## Pubblicazioni
- Daedalus; or, Science and the Future. E. P. Dutton and Company, Inc., 1924. Traduzione italiana in: Dedalo rivisitato. Sellerio, Palermo, 1989, pp. 152.
- A Mathematical Theory of Natural and Artificial Selection, una serie di pubblicazioni a partire dal 1924.
- Possible Worlds and Other Essays (1927).
- Animal Biology (1929).
- Enzymes (1930).
- The Causes of Evolution (1932).
- Science and Human Life (1933).
- Science and the Supernatural: A correspondence between Arnold Lunn and J. B. S. Haldane, 1931-33.
- Human Biology and Politics, 1934.
- A Dialectical Account of Evolution, 1937.
- Marxist Philosophy and the Sciences (1939).
- Science and Everyday Life (1940).
- The Laws of Nature (1941).
- Science in Peace and War (1941).
- New Paths in Genetics (1941).
- Heredity & Politics (1943).
- What is Life? (1947).
- The Origins of Life (1954).
- Origin of Man (1955).
- On being the right size and other essays. Oxford University Press, 1985. Traduzione italiana: Della misura giusta e altri saggi. A cura di John Maynard Smith. Garzanti, Milano, 1987, pp. 191.

## Filmografia
- Experiments in the Revival of Organisms (regia di D.I. Yashin, 1940)